# ランセル
ランセル（Lancel）は、フランスの高級鞄や革製品、衣料等のブランド。

## 概要
フランス・パリを拠点とする鞄、革製品の高級ブランド。特に1930年代、バケットバッグ「プルミエ・フラート (PREMIER FLIRT)」などのハンドバッグ、1956年のカンガルーパテントのスーツケースのほか、ボストンバッグ、旅行鞄などの種類が豊富。財布など革製品の小物アクセサリーのほか、プレタポルテの衣料等も扱う。

## 沿革
- 1876年　アルフォンス・ランセル (Alphonse Lancel) とその妻が、パリ10区南西パサージュ・デ・プティト＝エキュリ (Passage des Petites-Écuries) 20番地でパイプなど喫煙具の製造業を開業。ちょうどパリの1870年代は、女性の喫煙者が増え始めた時代で、民主化平等化の波はフューム＝シガレット (fr) など女性用の喫煙小物に見える。ランセル夫妻は、様々な派生商品が開発される中で、喫煙具をしまえるモロッコ風のバッグを制作した。これが今日のランセルの基礎となった[1][2]。
- 1879年　プティト・エキュリの南側至近、ガルニエ宮（オペラ座）オペラ広場東側の目抜き通りパリ2区ポワソニエール大通り (Boulevard Poissonnière) 17番地に開店。ブルジョワやドゥミ・モンデーヌ（クルチザンヌ）やミュージックホールないしカフェ・コンセールの踊り子らが買い求めた。
- 1883年　革製品の取り扱いを開始。喫煙具、シガレットをしまえるポシェットや財布、バッグなどを生産し、徐々にバッグの生産が財布等に置き換わるようになった[3]。1900年代に入ると、パリ市内におよそ10店舗を数えるに至る。
- 1929年　パリ9区オペラ広場 (Place de l'Opéra) 6番地に、現在まで続く大型旗艦店を開店。
- 1955年	カンガールケースと呼ばれるスーツケースの外側にポケットを付けたソフトラゲージを開発。いち早く商品に合成素材を使用し、革が中心だったラゲージ業界に、一大革新をもたらした[4]。
- 1976年  経営者がZorbibe兄弟に代わり、全世界に向けた卸販路を広げ、事業拡大する。
- 1979年　画家サルバドール・ダリとの共同企画商品を発表。
- 1987年	バケツ型のバッグを発表。現在でもデザイナーや色、素材をかえて販売されており、300万個を売ることになる大ヒットシリーズになる。
- 1997年　スイスのブランドコングロマリットであるリシュモン傘下に入る。
- 2006年  パリ・シャンゼリゼ通りに大型旗艦店を開店。ブランド生誕130周年を機にハンドバッグ商品を強化し、ブランドイメージの一新を図る。
- 2008年　住友商事とリシュモンジャパンの合弁でランセルジャパン株式会社が設立される。